# 八戸北インター工業団地
八戸北インター工業団地（はちのへきたインターこうぎょうだんち）とは、青森県八戸市の八戸自動車道八戸北インターチェンジ付近に整備された工業団地である。
この記事では当工業団地の敷地内に当たる町名としての北インター工業団地（きたインターこうぎょうだんち）1丁目-6丁目についても解説する。

## 概要
八戸北インター工業団地は、八戸市の北部に位置する工業団地である。地内は北インター工業団地1丁目から6丁目まであり、人口8人が居住する工業専用地域である。北・東に、市川町、南に河原木、尻内町、西に三戸郡五戸町が接する。
地内は八戸市北部の丘陵を開発した工業団地で、1992年(平成4年)に八戸ハイテクパーク (17.7ha) 、1997年(平成9年)には八戸北インター工業団地 (156.9ha) が建設された八戸市で最も新しい工業団地である。鉄道の駅は無い。幹線道路は、八戸自動車道八戸北インターチェンジが地区の東側に位置し、国道45号（八戸北バイパス）が通る。
地内は、企業の工場施設や事業所が多く集積しており、近年はIT系企業やコールセンターの事業所が、都心から一部業務を移転している。事業所のほかには、ユニークな私設美術館が2施設あり、帆風美術館が「デジタル光筆画」という技法による複製画を専門に展示するほか、ツカハラミュージアムが自動車コレクションを公開している。

## 世帯数と人口
2017年（平成29年）4月30日現在の世帯数と人口は以下の通りである。
| 丁目                     | 世帯数 | 人口 |
| ------------------------ | ------ | ---- |
| 北インター工業団地三丁目 | 3世帯  | 3人  |
| 北インター工業団地六丁目 | 2世帯  | 3人  |
| 計                       | 5世帯  | 6人  |

## 施設

### 公的施設
- 八戸防災センター
- 八戸インテリジェントプラザ
- 財団法人八戸地域高度技術振興センター
- 財団法人21あおもり産業総合支援センター地域結集型共同研究推進室
- 青森県軽自動車協会八戸支所
- (地独)青森県産業技術センター八戸地域研究所

### 公園・公民館・社寺など
- 北インター自然公園
- 北インター緑地公園
- 神法寺

### 商業
- ツカハラミュージアム
- 青森綜合警備保障株式会社八戸支社
- 株式会社ほくとう
- アート引越センター
- 東邦運送株式会社八戸営業所
- 株式会社建築住宅センター八戸支社

### 工業
- 株式会社東酸八戸営業所
- 八戸燃料株式会社 ガスセンター
- 青森東邦ベニー株式会社
- 株式会社東燃ホームガスセンター
- 八戸東邦プロパン株式会社
- 株式会社サン・コンピュータ
- 東北容器工業株式会社
- 株式会社サン・フレア 北日本支店
- 三住商事有限会社
- 大和電業株式会社
- 有限会社パル電装技
- 株式会社アケア
- エコプラザ八戸
- 株式会社奥羽日立八戸営業所
- 多摩川精機株式会社八戸事業所
- 上野興業株式会社八戸支社
- 株式会社シバタ八戸支店
- ブリヂストンタイヤ青森販売株式会社八戸支店
- 上野興業株式会社八戸支社
- 株式会社浅利研究所機械製造工場
- アルバックテクノ株式会社
- ニッコーテクノ株式会社 八戸ブランチ
- 東日本スターワークス株式会社
- 日真制御株式会社八戸工場
- 北日本アセチレン株式会社
- 東北日産ディーゼル株式会社青森販売本社八戸支店
- 北日本機械金属株式会社北インター工場
- 美和電気工業株式会社八戸営業所
- 株式会社セイシンハイテック
- 株式会社テクトリー
- ユーマット株式会社東北工場
- 日産部品青森販売株式会社八戸営業所
- テクノクラフト・C&V株式会社
- 東北日産ディーゼル株式会社青森販売本社八戸支店
- 株式会社オダプリント
- 株式会社帆風八戸センター
- 株式会社山敷広告制作所
- センサ工業　八戸工場D棟

### IT系
- サクサシステムエンジニアリング株式会社
- 株式会社サン・コンピュータ
- 株式会社ソフテック
- ニッコーテクノ株式会社八戸ブランチ
- 旭光通信システム株式会社 八戸事業所
- 桜総業株式会社青森工場
- 吉田システム
- 住友電工電子ワイヤー株式会社